# Roure Gros del Bosc

El Roure Gros del Bosc, respecte del terme de Castellcir

El Roure Gros del Bosc és un arbre monumental en el punt de trobada dels termes municipals de Castellcir i Sant Quirze Safaja, a la comarca del Moianès.
Està situat a prop de l'extrem nord del terme de Sant Quirze Safaja, a l'oriental del de Castellcir. És a prop i al nord-est de la masia del Bosc, a la dreta del torrent de Bernils.